# Palacio de Sástago (Zaragoza)
La casa palacio de los Condes de Sástago es una construcción de origen renacentista situada en Zaragoza, en la calle del Coso.
Fue originariamente residencia de los Condes de Sástago.

## Historia
La construcción del palacio se llevó a cabo entre 1570 y 1574. Fue un encargo de Artal de Alagón, Conde de Sástago y Virrey de Aragón. Fue en épocas posteriores residencia temporal de los reyes a su paso por Zaragoza (Felipe II y en 1814 Fernando VII).
Durante la guerra de la independencia el edificio sufre daños provocados por el incendio del cercano Convento de San Francisco.
Desde 1813 el edificio pasa a ser sede del consejo de Guerra, presidido por José de Palafox, quien reside en el palacio hasta 1815.
Siguiendo su vinculación a lo militar en 1825 el edificio se convierte en sede de la capitanía general. Y de 1827 a 1847 en sede de la contaduría del ejército y la jefatura de policía.
El último conde de Sástago, Joaquín María Fernández de Córdoba, alquiló en el año 1848 las dos últimas plantas del palacio al Casino de Zaragoza. Ricardo Magdalena fue el arquitecto encargado de reformar las estancias del palacio en los salones y la biblioteca del casino. 
En 1974 el edificio se encuentra en pésimo estado de conservación. Temiendo que pudiera ser demolido se conforma una agrupación ciudadana en defensa del palacio, que consigue que se declare su fachada y primera planta patrimonio nacional.
Desde 1981 el edificio pasa a pertenecer a la Diputación Provincial de Zaragoza, que lo somete a una intensa obra de restauración con el objetivo de devolverlo a su diseño original, dado que este había quedado muy alterado por las reformas derivadas de las distintas funciones que el palacio tuvo a lo largo de su historia. Se contó para las obras de restauración con los planos originales del siglo xvi. Estas obras fueron reconocidas con el premio otorgado por la asociación Europa Nostra, dedicada a la conservación de la cultura europea.
En la actualidad la Diputación Provincial de Zaragoza emplea este espacio como sala de exposiciones artísticas. También acoge conciertos.

## Descripción
La fachada del edificio está formada por ladrillos rojizos (en su origen eran de color más claro).
Destaca en ella la portada barroca, fruto de una reforma posterior a su construcción, así como sus grandes columnas y portones.
En el interior destacan sus grandes salones que lo hacen idóneo para su actual cometido como sala de exposiciones.